# Форрест, Натаниэль Бедфорд
Натаниэль Бе́дфорд Фо́ррест, (вариант Не́йтан Бе́дфорд Фо́ррест) (англ. Nathaniel Bedford Forrest, 13 июля 1821, Чапел-Хилл, Теннесси, США — 29 октября 1877, Мемфис, Теннесси, США) — американский плантатор, коммерсант и работорговец, генерал Армии Конфедеративных Штатов Америки времён гражданской войны. Родился в бедной семье и рано лишился отца. Присоединившись к бизнесу своего дяди, занялся работорговлей, и в 1850-е годы заработав крупное состояние, купил себе две плантации.
Когда началась Гражданская война, записался в армию рядовым и уже в июне 1862 года получил звание бригадного генерала. Участвовал в отражении рейда Стрейта; его кавалерия первой вступила в бой в сражении при Чикамоге, а в феврале 1864 года он разбил федеральную кавалерию в сражении при Околоне. В апреле 1864 года его отряд штурмом взял форт Пиллоу, в ходе которого погибло много чернокожих военнослужащих, а Форрест получил на севере прозвище «мясник из форта Пиллоу». Он участвовал во Франклин-нэшвиллской кампании, а затем остатки его кавалерии были разбиты генералом Уилсоном в ходе рейда Уилсона в Миссисипи и Алабаму. В мае 1865 года Форрест сдался федеральной армии.
После войны Форрест вернулся в Мемфис, восстанавливал свои плантации и участвовал в строительстве железных дорог. Считается, что он принимал участие в создании ку-клукс-клана и, вероятно, возглавлял его с 1867 по 1869 год.

## Ранние годы
Натаниэль Бедфорд Форрест родился в бедной семье в Чапел-Хилл, штат Теннесси, США. Он был старшим ребёнком из двенадцати детей кузнеца Уильяма Форреста (1801—1837) и Мириам «Мадди» Бек (1802—1867). О его отце известно, что он родился около 1800 года в округе Саммер в Теннесси, вырос в округе Бедфорд и там же женился на Мириам, женщине шотландско-ирландского происхождения, приехавшей в Теннесси из Южной Каролины. Уильям был старшим сыном Натана Форреста (1776—1827) из округа Ориндж (Северная Каролина) и некой мисс Боу ирландского происхождения. Натан был сыном Шедрака Форреста из Вирджинии, который родился или в Вирджинии или в Англии. В 1730 году Шедрак переехал в Северную Каролину, где по описи 1790 года владел одним рабом и 787 акрами земли. Таким образом, Натан Бедфорд Форрест имел смешанное шотландско-ирландско-английское происхождение.
В 1834 году Уильям Форрест со всей семьёй переехал в округ Типпа в северном Миссисипи, который перед тем был покинул индейцами чикасо и быстро заселялся белыми из разных штатов. В то время в регионе было мало школ и работали они нерегулярно. Есть мнение, что он посещал школу три месяца в Теннесси и три месяца в Миссисипи. В 1837 году Уильям умер, и Натаниэлю пришлось содержать всю семью. В 1841 году от тифа и лихорадки умерли два его брата и три сестры. Натаниэль сам тяжело болел, но выжил. В 1843 году его мать вышла второй раз замуж за Джозефа Лакстона, и у них родились два сына (Джеймс и Дики) и дочь, сводные братья и сестра Натаниэля.
В феврале 1841 года Форрест присоединился к группе добровольцев, которые собирались отправиться в Техас для участия в войне за независимость Техаса. Роту в итоге распустили, но Форрест смог добраться до Хьюстона, где обнаружил, что его услуги не нужны. Он устроился работать на плантацию, где заработал деньги на возвращение домой. Осенью 1842 года его дядя Джонатан Форрест предложил ему присоединиться к его бизнесу в городке Эрнандо, к югу от Мемфиса. Здесь в марте 1845 года произошла широко известная история: четверо братьев Матлок (Уильям, Джеймс, Джефферсон и Бин) напали на дядю Форреста. Форрест вмешался, был ранен, но кто-то дал ему нож Боуи, и с его помощью он прогнал нападавших, тяжело ранив их. Джонатан Форрест был застрелен Бином при этой перестрелке. Натаниель лично поймал Бина и сдал его властям.
После гибели Джонатана его бизнес перешёл к Форресту. По этому же наследству в его собственность перешли его первые шесть рабов.
Через несколько месяцев произошла другая известная история: Форрест ехал куда-то вместе с местным адвокатом Джеймсом Морсом, когда плантатор Джеймс Дайсон застрелил Морса и хотел застрелить Форреста, но тот успел навести на плантатора свой револьвер и тот побоялся стрелять. Позже Форрест нашёл Дайсона и привлёк к суду за убийство Морса.
Летом 1845 года Форрест встретил вдову Элизабет Монтгомери и её дочь Мэри-Энн Монтгомери, коляска которых застряла на переправе. Форрест лично перенёс женщин на берег, вытащил коляску из воды, и грубо прогнал двух молодых людей, которые всё это время стояли рядом и не вмешивались. Через несколько дней он явился в усадьбу семьи Монтгомери в Хорн-Лейк, где в гостиной увидел тех же двух молодых людей, которых он прогнал у переправы. Он снова велел им убраться, а при повторном визите сделал предложение Мэри-Энн. Она не решалась соглашаться, и он сказал, что если она примет предложение кого-то из этих двух поклонников, то в её жизни всё время будут проблемы, и они не смогут ничем ей помочь, как тогда у реки. Дядя Мэри сначала был против брака. «Вы сквернослов и авантюрист, а она девушка из христианской семьи», сказал он. Форрест ответил: «Я знаю, поэтому она мне и нужна». Он действовал настойчиво и в итоге 25 сентября 1845 года они поженились. Через год, 28 сентября 1846 года, родился их сын, Уильям Форрест.
Семья Форреста постоянно росла. После сына родилась дочь (1847), а в 1848 году с Мексиканской войны вернулся его брат Джон, который получил пулевое ранение, был частично парализован, и его надо было поддерживать. Форрест удачно занимался коммерцией, торгуя скотом и перепродавая рабов. В то время на Юге было сильное предубеждение против работорговли; настолько сильное, что плантаторы продавали рабов только в случае крайней финансовой необходимости. Власти штата в 1831 и 1846 годах издали законы о запрете ввоза рабов в штат, из-за чего цены на рабов быстро поднялись, и рабов перепродавали в основном из населённых регионов штата в менее населённые. Мемфис стал крупным транзитным центром работорговли, поэтому в 1852 году Форрест переехал со всей семьёй в этот город. Теперь он искал рабов в регионах с низкими ценами и продавал их в Мемфисе. Самая ранняя известная сделка такого рода упоминается 27 ноября 1852 года, когда Форрест получил 775$ за раба по имени Джерри возрастом 35 лет.

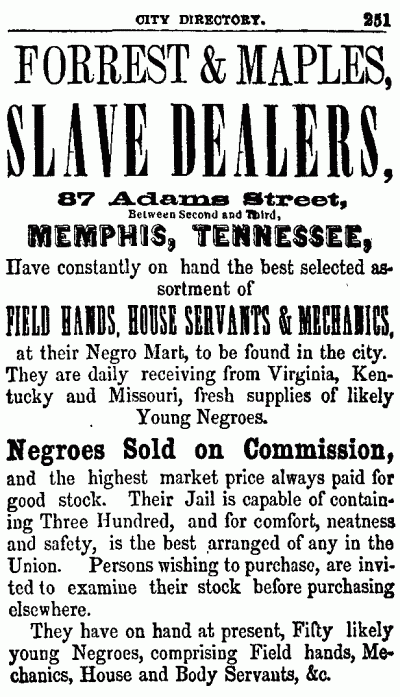
Реклама в газете Memphis City Directory

1 февраля 1854 года купил земельный участок и дом на улице Адамс-стрит за 4 500$ в рассрочку. На этой территории были построены помещения для негров и двор для их демонстрации покупателям. В Мемфисе рассказывали, что Форрест хорошо обращался с неграми, никогда не разделял семьи, и сам рекомендовал неграм выходить в город и выбирать себе хозяина. Никто из них не сбегал, потому что Форрест объяснял им преимущества их привилегии. Известно, что были люди, которым он никогда не продавал рабов, потому что они были известны плохим обращением с рабами. Работорговец Джордж Эдейр из Атланты впоследствии рассказывал, что Форрест был настолько известен среди рабов хорошим обращением, что они сами просили продать их ему. В 1864 году в газетах северных штатов писали, что дом Форреста наводил ужас на всю округу, и что он лично порол негров, мужчин и женщин. Форрест действительно мог применять порки, но для успешного бизнеса было выгодно иметь репутацию гуманного хозяина. Без такой репутации было практически невозможно покупать рабов в то время, когда сама по себе продажа рабов считалась неэтичной.
В 1850-е годы цены на рабов быстро росли, и в 1857 году Форрест продавал их в основном за четырёхзначные суммы: 1400$ за женщину с двумя детьми, 1200$ за 30-летнего мужчину, 1300$ за служанку, 1250$ за 16-летнего мальчика, 1000$ за 20-летнюю женщину и 3575$ за пару с тремя дочерьми.
Форрест стал известным человеком в Мемфисе, и 22 июня 1858 года он был избран членом муниципального совета (Олдерменом). Одно время он был членом финансового комитета. В июле 1859 года он внезапно подал в отставку, но 8 сентября вернулся на своё место.
Около 1859 года Форрест решил покончить с работорговлей. Возможно, его жена не одобряла его бизнес, или же общая обстановка в стране навела его на мысли, что работорговля в Америке просуществует недолго. Он переключился на управление своими двумя плантациями, а рабами торговал всё меньше. Его последняя сделка датируется началом 1859 года. Аналогичная компания его брата Аарона в Виксберге закрылась в 1860 году.

## Гражданская война

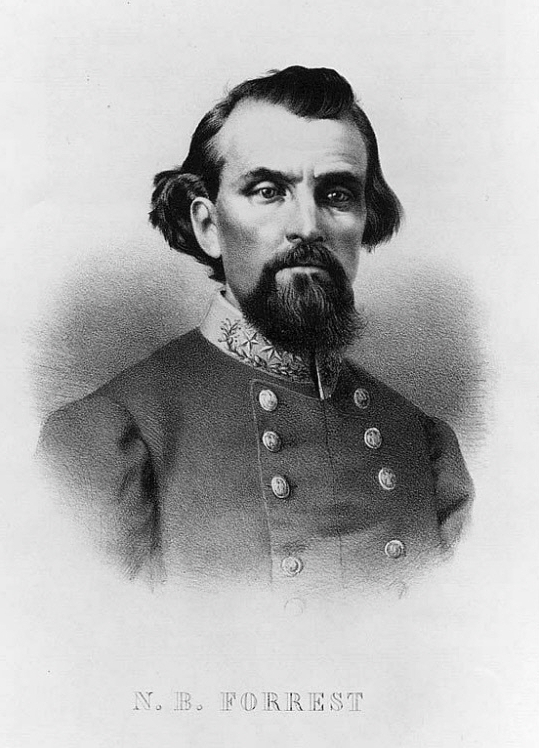
Натан Форрест, литография 1868 года.

9 июня 1861 года в Теннесси прошёл референдум, который принял решение о выходе штата из состава Союза. 14 июня Форрест с младшим братом Джеффри и сыном Уильямом, которому было 15 лет, прибыли в Мемфис и присоединились к армии Конфедерации, которая строила укрепления в Рэндольфе около города. Он записался рядовым в роту капитана Джошуа Уайта, которая стала ротой D 6-го Теннессийского батальона, а затем частью 6-го Теннессийского кавалерийского полка. Форрест пробыл рядовым недолго; уже 10 июля губернатор Теннесси Ишам Харрис (который хорошо знал Форреста) вызвал его в Мемфис и поручил ему набрать полк для армии Конфедерации. По одной из версий, влиятельные жители Мемфиса встретились с губернатором и генералом Полком и попросили их дать Форресту серьёзное задание и присвоить ему звание подполковника. 23 июля в газете Avalanche было опубликовано предложение набрать кавалерийский полк и поручить его Форресту. Получив согласие губернатора, Форрест сразу отправился в Кентукки, нейтральный, но сочувствующий Югу штат, чтобы набрать добровольцев и закупить оружие. Он прибыл в Луисвилл, где купил 500 револьверов Кольта, замаскировал их под мешки с картошкой и отправил их поездом на юг. Узнав, что около Манфордвилла ему устроила засаду федеральная армия, он посадил на поезд всех своих рекрутов, а также их друзей и родственников, чтобы изобразить видимость присутствия крупного военного соединения. Впоследствии он много раз повторял этот нетрадиционный приём: привлекал гражданских лиц, чтобы создать преувеличенное представление о численности своих войск.
Форрест привёл из Кентукки роту, к которой в Мемфисе присоединилась вторая, а к началу октября набрался батальон в 650 человек, состоящий из 8-ми рот. Форрест стал его командиром, а Дэвид Келли майором. В том же месяце батальон был отправлен в форт Донельсон. Его использовали для небольших рейдов, и в ходе одного он впервые оказался под огнём во время перестрелки с пароходом «Конестога». 21 ноября его батальон увеличили на 2 дополнительные роты. В декабре его отправили в разведку вверх по реке Огайо, и Рождество он встретил в Хопкинсвилле. Историк Джек Хёрст писал, что Форрест держал свой батальон в хороших условиях, в утеплённых палатках. Он относился к рядовым хорошо, как ранее к скоту или рабам, полагая, что энергию военных надо беречь, чтобы они были в хорошей форме к началу сражения.

### Сражение при Сакраменто
Первое сражение в карьере Форреста произошло вскоре после Рождества: 28 декабря разведка донесла о появлении федерального отряда в 500 человек у городка Рамсей. Форрест с отрядом в 200 человек нагнал противника у деревни Сакраменто и применил приём, который часто использовал впоследствии: частью отряда атаковал противника с фронта, а отряды майоры Келли и капитана Старнса бросил на противника с флангов. Форрест лично зарубил троих, при этом был сброшен с коня и получил несерьёзную травму. Южане потеряли двоих убитыми и троих ранеными, северяне потеряли 88 человек из попавшего под атаку отряда в 168 человек. Федеральный генерал Томас Криттенден доложил начальству, что южане были успешно отбиты, но вдруг кто-то скомандовал отступление и это привело к беспорядочному бегству.
Успех сражения при Сакраменто воодушевил кавалеристов юга, но поведение Форреста обеспокоило их: он так грубо нарушал правила тактики и так открыто рисковал жизнью, что многим казалось, что он не проживёт долго. Он казался слишком эмоциональным для должности командира, а майор Келли полагал, что грамотный противник сможет легко разбить Форреста. После сражения рядовой Блэнтон писал, что победа заставила офицеров и рядовых уважать друг друга, а Форрест и Келли показали, что заслуживают быть командирами. И во многих последующих сражениях, писал он, они подтвердили репутацию, завоёванную при Сакраменто.

### Сражение за форт Донелсон
После Сакраменто кавалерия Форреста прикрывала отступление генерала Кларка к Кларксвиллу, а затем его направили в распоряжение генерала Пиллоу в форт Донелсон, куда Форрест прибыл 9 февраля 1862 года. Его сразу отправили на разведку к форту Генри, захваченному северянами 6 февраля. Северяне начали наступление на форт Донелсон, и Форрест тормозил, как мог, их наступление. Северяне подступили к этому укреплению и началось сражение за форт Донелсон. Командиры юга решили, на совете 13 февраля в присутствии Форреста, прорываться из форта. Атака 15 февраля началась успешно, но генералы Флойд, Пиллоу и Бакнер решили капитулировать. Форрест протестовал, настаивал на возможности покинуть форт, и говорил, что пришёл в форт не для того, чтобы сдаваться. Его кавалерия смогла беспрепятственно уйти из форта, и впоследствии Форрест писал, что две трети армии вполне могли бы выйти из форта, напасть на противника и разбить его. Форрест увёл из форта все 500 человек своего отряда, и ещё некоторое количество военных из разных подразделений.
18 февраля Форрест прибыл в Нашвилл и доложился генералу Альберту Сидни Джонстону, а уже 25 февраля город сдался федеральному генералу Бьюэллу, но Форрест успел организовать вывоз всего ценного имущества и отступил, прикрывая обозы, к Мерфрисборо. В те же дни он дал своим людям отпуск на две недели, и 10 марта они вернулись, приведя с собой новых рекрутов. Отряд Форреста превратился в полноценный полк, он сам получил звание полковника, а майор Келли стал подполковником.

### Сражение при Шайло
В марте стало известно, что армия Бьюэлла идёт на соединение с армией Гранта, и южане решили атаковать Гранта до подхода Бьюэлла. 4 и 5 апреля полк Форреста провёл на пикетной службе в перестрелке с противников, а затем ему было приказано охранять правый фланг армии. 6 апреля началось сражение при Шайло. Так как в зоне ответственности Форреста ничего не происходило, он повёл свой полк на основное поле боя и присоединился к атаке дивизии генерала Читема, а затем участвовал в боях с федеральной дивизией Прентисса. Генерал Джонстон был убит в тот день и командование принял генерал Борегар. Ночью Форрест лично явился к Борегару и сказал, что противник получил подкрепления, и если не предпринять немедленных мер, с утра могут начаться проблемы. Утром противник действительно перешёл в наступление и начал теснить южан. Из-за неудобной местности кавалерии не было возможности проявить себя. 8 апреля армия Юга продолжила отступление, а части кавалерии Форреста, с усилениями, всего около 800 человек, было поручено задержать наступление федеральной армии.
Произошло столкновение, известное как сражение при Фоллен-Тимберс. Федералы (под командованием генерала Шермана) начали наступление на позицию Форреста, но потеряли строй, переходя реку, и Форрест атаковал их, пользуясь этим моментом. Северяне были обращены в бегство, кавалерия Форреста начала их преследовать, и в какой-то момент Форрест вырвался вперёд, и оказался в окружении. Он был почти схвачен, ранен револьверной пулей, и тогда схватил рукой федерального военного, поднял его сзади на седло и, прикрываясь им как щитом, вышел из окружения, после чего отпустил пленного, который некоторым образом спас ему жизнь. Исследователь Джек Хёрст считает, что только чудом можно объяснить то, что тяжело раненый Форрест смог одной рукой поднять на уровень седла человека, пусть даже небольшого роста, пусть даже с учётом адреналина в горячке боя, но ничем другим невозможно объяснить его спасение от целого пехотного полка.
Револьверную пулю не смогли сразу извлечь, поэтому Форрест взял отпуск на 60 дней, уехал в Коринф, а затем в Мемфис, но уже через три недели вернулся в полк из-за начавшихся проблем со снабжением. Из-за пули в теле он испытывал такие сильные боли, что в итоге полковой хирург извлёк её без анестезии, и Форрест выбыл из строя ещё на две недели.

### Первое сражение при Мерфрисборо
Вскоре после Шайло генерал Борегар, по просьбе представителей Алабамы, предложил Форресту оставить его полк и возглавить кавалерийские операции около Чаттануги. Форрест не хотел оставлять свой полк и брать на себя такую большую ответственность, но Борегар обещал присвоить ему звание бригадного генерала и вернуть ему полк, как только представится возможность. Ему разрешили сформировать эскортную роту примерно в 20 человек из лучших представителей его полка, которую возглавил Уильям Форрест. 11 июня Форрест покинул Миссисипи и прибыл в Чаттанугу 19 июня. Здесь он возглавил бригаду из нескольких полков, численность которой колебалась от 1400 до 1600 человек:
- 8-й Техасский кавалерийский полк[англ.] (Texas Rangers), 400 чел. полковник Джон Уартон[англ.]
- 1-й Луизианский кавалерийский полк, полковник Джон Скотт (Вскоре заменён на 1-й Джорджианский полковника Моррисона)
- 2-й Джорджианский кавалерийский полк, полковник Лоутон
- Кентуккийское подразделение, 100 чел, полковник Вудвард.

Этими силами Форрест задумал рейд на Мерфрисборо, чтобы сорвать наступление генерала Бьюэлла на Чаттанугу. В бригаде плохо знали Форреста, скептически воспринимали его способности и ходили разговоры, что рейд непродуман и вполне может кончиться разгромом. 8 июля полк покинул Чаттанугу, 12 июня прибыл в Вудбери, а в ночь на 13 июня подошёл к Мерфрисборо, где находились два федеральных лагеря и ещё один отряд в центре города. Форрест разделил отряд на три части, одна из которых блокировала лагерь 3-го Миннесотского полка, а остальные атаковали город и лагерь 9-го Мичиганского полка. В городе были освобождены заключённые и взят в плен бригадный генерал Томас Тёрпин Криттенден. Многие офицеры предлагали этим и ограничиться и не рисковать более, но Форрест окружил лагерь мичиганского полка и потребовал безоговорочной капитуляции. В полдень все 134 человека мичиганского полка сдались. После этого Форрест потребовал капитуляции миннесотского полка, и федеральное командование, переоценив силы противника, сдалось. В плен попали 450 человек и артиллерийская батарея (4 орудия).
Форрест писал, что потерял 25 человек убитыми и 40 — 60 ранеными. Северяне потеряли 20 убитыми, 170 ранеными и 1200 пленными, кроме этого Форрест захватил 60 повозок, 300 мулов более сотни лошадей и батарею. Он поручил пленным отвести повозки в тыл в обмен на условное освобождение.
Рейд на Мерфрисборо стал первым самостоятельным рейдом Форреста, которые дал ему известность и звание бригадного генерала. Рейд отвлёк внимание северян от Чаттануги и осложнил им контроль Центрального Теннесси. Северяне переоценили численность отряда Форреста и отозвали существенные силы для защиты Нашвилла и Теннесси, что позволило Брэкстону Брэггу сконцентрировать свои силы и начать Кентуккийскую кампанию.

### Бои в Западном Теннесси
После рейда на Мерфрисборо Форрест ещё два месяца тревожил противника мелкими набегами: 18 июля он атаковал окраины Нашвилла, а позже напал на Манчестер. В августе 7 000 человек федеральной армии безуспешно пытались загнать его в угол. 21 июля Форрест получил звание бригадного генерала. Между тем в конце месяца Брэгг начал вторжение в Кентукки, одновременное со вторжением генерала Ли в Мэриленд (Мэрилендской кампанией). 3 сентября поредевший в боях отряд Форреста присоединился к армии Брэгга и Форрест встретился с генералом в Спарте. Брэгг приказал Форресту следовать за армией Брэгга, которая двигалась к Нашвиллу, и тревожить её тылы. 8 сентября Форрест снова присоединился к армии, а 14 сентября Брэгг передал под его командование всю кавалерию правого крыла армии.
В конце сентября Форресту приказали передать бригаду генералу Уилеру и сформировать отряд в центральном Теннесси. В отсутствие Форреста 7 октября этот отряд был разбит федералами у Ла-Веньи. В конце октября Брэгг покинул Кентукки; Форресту он приказал возглавить кавалерию в армии Брекинриджа. В целом в ходе Кентуккийской кампании он слабо проявил себя, что, возможно, объясняется его плохим физическим состоянием: он снова получил травму после падения с лошади.
10 декабря кавалерию Форреста (ок. 2000 чел) отправили в Колумбию, а оттуда в западный Теннесси. 18 декабря Форрест напал на Лексингтон, разбив федеральный отряд размером в 1000 человек, захватив в плен полковника Ингерсолла, ещё 150 человек и два орудия. Затем он атаковал Джексон и Гумбольт, захватив несколько сотен пленных. Ему снова удалось ввести противника в заблуждение, и федеральное командование решило, что у Форреста 20 000 человек. 21 декабря он напал на Юнион-Сити и захватил его без единого выстрела. Федеральная армия попыталась окружить его, но он ушёл к Дрездену и ночью 27 декабря ушёл по единственному мосту через реку к Мак-Леморсвиллу, оттуда ушёл в Лексингтон, где узнал, что федеральная бригада стоит у Паркерс-Кроссроудс. Понимая, что не сможет уйти от преследования с обозами, Форрест решил атаковать противника. 30 декабря началось сражение у Паркерс-Кроссроудс: кавалеристы Форреста атаковали противника с фронта и с флангов при поддержке батарей Фримана и Мортона, и федералы были почти разбиты, Форрест собирался предложить им капитуляцию, но в этот момент его атаковали с тыла. Алабамские роты, прикрывавшие тыл, ушли в неверном направлении, и это позволило федеральной бригаде Салливана внезапно оказаться в тылу Форреста. Южанам пришлось отступать с большими потерями. Форрест потерял 300 человек пленными и примерно 100 убитыми, три орудия и шесть повозок, гружёных снаряжением.
Форрест оторвался от преследования и ушёл за реку Теннесси, где узнал, что после сражения при Стоун-Ривер генерал Брэгг вернулся в Туллахому. Весь январь кавалерия Форреста простояла в Колумбии. В начале февраля его кавалерия под командованием Уилера была направлена в рейд, в ходе которого вопреки воле Форреста Уилер атаковал Дувр. Северяне отбили несколько атак противника, но в итоге Дувр был взят. После сражения Форрест категорически отказался служить под командованием Уилера и тот перевёл его под командование Эрла ван Дорна. В корпусе Ван Дорна 5 марта Форрест участвовал в сражении при Томпсон-Стейшен. В этом сражении погиб его любимый конь Родерик. Он получил три пулевые ранения, и Форрест поручил сыну увести коня в тыл, но когда его расседлали, он услышал звуки сражения и бросился обратно на поле боя, где нашёл Форреста, и сразу получил четвёртое ранение, которое стало смертельным.
25 марта произошло сражение при Брентвуде, в ходе которого Форрест захватил много пленных и нового оружия. 10 апреля его отряд во время рекогносцировки был атакован федеральной кавалерией Дэвида Стенли. Произошло сражение при Франклине; северянам удалось захватить артиллерию Форреста, их атака была в итоге отбита, но во время боя был застрелен капитан Фриман, любимый артиллерист Форреста.

### Рейд Стрейта

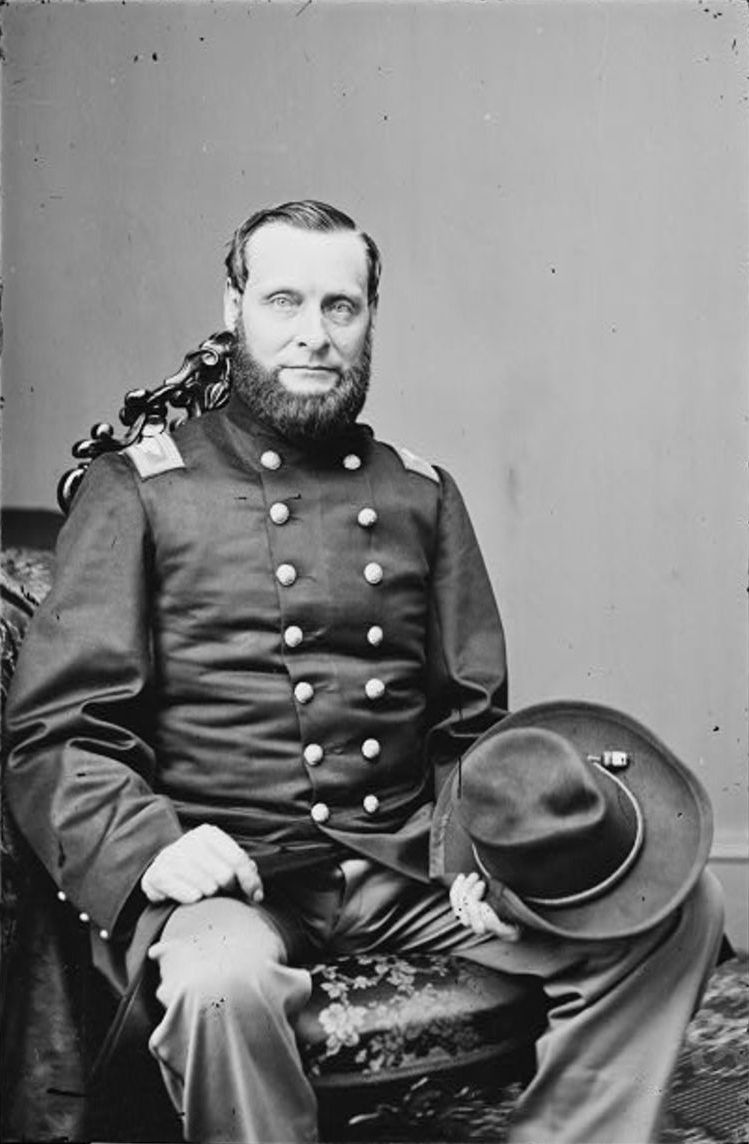
Полковник Абель Стрейт

Весной 1863 года генерал Улисс Грант начал готовить наступление на Виксберг, а кавалерии Гриерсона и Стрейта поручил кавалерийскими рейдами отвлекать внимание противника. Стрейту было поручено идти из Нашвилла через Северную Алабаму в Северо-западную Джорджию и там разрушить железную дорогу на Чаттанугу. В распоряжении Стрейта было 1500 человек, которых он посадил на мулов и лошадей, переправил из Нашвилла в район форта Генри. Форрест узнал о наступлении Стрейта 26 апреля, когда тот вошёл в алабамский город Мултон. Он нагнал Стрейта у перевала Дэйс-Гэп и атаковал его арьергарды, но его атака была отбита, и его брат Уильям был ранен и попал в плен. Северяне перешли в контратаку, отбросили отряд Форреста и захватили в плен 40 человек и два орудия. Стрейт отступил на шесть миль и занял позицию на высоте Хог-Маунтин, где отбил несколько атак Форреста и снова отступил, оставив захваченные орудия. Он отступил к Гадсдену, перешёл реку Блэк-Крик и сжёг за собой мост.
Форрест спросил у одной из местных жительниц другие места переправы, и её дочь, Эмма Сэнсом, в возрасте 16-ти лет, вызвалась показать брод. Он посадил её к себе на лошадь, и она провела его к броду, за что он оставил ей письменную благодарность. Стрейт в это время вошёл в Гадсден, но его люди уже были на грани истощения от постоянных маршей. Вечером 2 мая Стрейт занял новую позицию, надеясь устроить засаду противнику, но приём не сработал, южане сами стали обходить его со всех флангов. Утром 3 мая у плантации Лоуренса федеральный отряд полностью утратил боеспособность, и Форрест предложил капитуляцию.
Во время переговоров Стрейт потребовал, чтобы южане не приближались к его позиции, а так как на поле боя появились два орудия, он потребовал отвести их назад. Форрест приказал отвести орудия, но втайне от Стрейта велел затем снова вывести их на поле под видом другой батареи. «О Боже! — воскликнул Стрейт, — сколько же у вас орудий? Я уже насчитал пятнадцать!» Точно так же во время переговоров южане постоянно меняли позиции, чтобы создать преувеличенное представление о своей численности. В полдень Стрейт сдался. В плен попало 1466 человек и ещё 200 были взяты в плен позже. Один из участников-северян потом утверждал, что Форрест смог победить только потому, что условно освобождённый южанин показал ему брод, а Эмму Сэнсом Форрест придумал для красоты.

### Битва при Чикамоге
7 мая был убит Эрл ван Дорн, и Форрест принял командование его кавалерийским корпусом. Этот корпус состоял из дивизии Джексона (бригады Косби и Уитфилда) и бригады полковника Старнса (бывшей бригады Форреста). Но вскоре дивизию Джексона отправили в Миссисипи, а Форрест остался с бригадами Старнса и Армстронга. Этими силами 4 июня он атаковал Франклин. Федеральный гарнизон отступил в форт и стал подавать флагами сигналы. Форрест принял эти флаги за капитуляцию и лично выехал к форту. Увидев его, один федеральный офицер крикнул: «Генерал Форрест, я тебя знаю, и не хочу, чтобы ты пострадал! Уходи, здесь нет белого флага!». Когда подошли федеральные подкрепления, Форрест покинул Франклин.
13 июня Форрест едва не погиб во время инцидента с лейтенантом Гулдом, которого считал ответственным за потерю орудий при Дэйс-Гэп, и которого он перевёл в другую батарею. Гулд явился протестовать. Во время эмоционального разговора Гулд выстрелил (вероятно, случайно) и тяжело ранил Форреста в ногу, а тот ударил его карманным ножом, сломав несколько рёбер. Ранение Форреста могло быть смертельным, но он взял два пистолета, нагнал убежавшего Гулда, выстрелил в него один раз, но промахнулся. Он вернулся в штаб, где хирург обследовал его рану и признал её не смертельной. Это успокоило Форреста и он распорядился позаботиться о раненом лейтенанте. Существует история о том, что умирая, Гулд позвал Форреста и извинился за свой поступок, а Форрест плакал, как ребёнок, но эта история с большой вероятность является вымыслом. Впоследствии Форрест тоже сожалел об инциденте и говорил, что не хотел убивать никого, кроме врагов.
22 июня федеральный генерал Роузкранс начал наступление на Чаттанугу (Туллахомскую кампанию). Форресту было приказано отступать на Туллахому через город Шелбивилл на реке Дак-Ривер. Кавалерия Уилера первой пришла в Шелбивилл, но не стала уничтожать мост, чтобы не отрезать Форресту пути отступления. Северяне воспользовались этим, 27 июня атаковали и разбили Уилера в Шелбивилле. Форрест смог перейти реку в другом месте и присоединиться к армии 28 июня в Туллахоме. 30 июня, в столкновении с корпусом Криттендена, погиб полковник Старнс, один из лучших офицеров отряда Форреста. Командование поручило Форресту охранять ущелье около города Кован, родины его жены. 4 июля его кавалерия отступила к Чаттануге. В августе его отправили в Восточный Теннесси, откуда он снова вернулся к Чаттануге, чтобы прикрыть отступление армии Брэгга. 10 сентября он узнал, что корпус Криттендена выдвигается из Чаттануги на Рингольт; Форрест встал на его пути, надеясь что остальные части армии атакуют и разобьют Криттендена, но приказ генералу Полку был отдан слишком поздно и Криттенден успел уйти.
Во время Чикамогской кампании корпус Фореста состоял из двух дивизий:
Дивизия Фрэнка Армстронга
- Бригада Армстронга
  - 3-й Арканзасский кавалерийский полк, полковник Хобсон
  - 2-й Кентуккийский кавалерийский полк, подп. Томас Вудвард
  - 1-й Теннессийский кавалерийский полк, подп. Джеймс Льюис
  - 18-й Теннессийский батальон, май. Чарльз Макдональд
- Бригада Форреста (полковник Джордж Дибрелл[англ.])
  - 4-й Теннессийский кавалерийский полк, полковник Уильям Маклемор
  - 8-й Теннессийский кавалерийский полк, кап. Гамильтон Макгиннис
  - 9-й Теннессийский кавалерийский полк, полковник Джейкоб Биффл
  - 10-й Теннессийский кавалерийский полк, полковник Николас Кокс
  - 11-й Теннессийский кавалерийский полк, полковник Дэниель Хольман
  - Соединение майора Джозефа Шоу
  - Батарея Хагинса
  - Батарея Мортона

Дивизия Джона Пеграма
- Бригада Генри Дэвидсона
  - 1-й Джорджианский кавалерийский полк, полковник Джеймс Моррисон
  - 6-й Джорджианский кавалерийский полк, полковник Джон Харт
  - 6-й Северокаролинский кавалерийский полк, полковник Джордж Фолк
  - Легион Ракера (12-й и 16-й Теннессийские батальоны)
  - Батарея Хьювальда, кап. Густав Хьювальд
- Бригада Джона Скотта
  - 1-й Луизианский кавалерийский полк, подп. Джеймс Никсон
  - 2-й Теннессийский кавалерийский полк, полковник Генри Эшби
  - 5-й Теннессийский кавалерийский полк, полковник Джордж Маккензи
  - Батарея Робинсона, лейт. Уинслоу Робинсон

Роузкранс сконцентрировал свою армию в Чикамогской долине, где Брэгг решил его атаковать. 18 сентября дивизия Башрода Джонсона начала наступать на мост Ридс-Бридж через Чикамогу при поддержке кавалерии Форреста. Мост обороняли три федеральных кавалерийский полка под командованием полковника Минти. Кавалеристы Форреста вступили с ними в перестрелку и отбросили к мосту, начав таким образом сражение при Чикамоге. Минти запросил подкреплений, но и при их помощи не смог удержать позицию: Форрест отбросил противника и захватил мост, которым сразу воспользовалась Теннессийская бригада Фултона.
Когда армия перешла реку, Форрест остался в её тылу, а утром 19 сентября отправился на северо-запад от моста Ридс-Бридж с дивизией Пеграма. Менее чем через милю он встретил крупные силы федеральной армии. Форрест запросил на усиление дивизию Армстронга и какую-нибудь пехоту, но он находился на дальнем правом фланге и подкрепления прибывали медленно. Только бригада Дибрелла подошла в полдень. Не дождавшись пехоты, Форрест сам отправился на её поиски, временно передав командование на позиции Пеграму. Кавалерия успела понести серьёзные потери, когда на помощь ей пришла бригада Уильсона, а затем бригада Эктора. Но южанам в итоге пришлось отступить, потеряв захваченную батарею. Положение спасла подошедшая дивизия Читема. До конца дня и весь день 20 сентября кавалерия Форреста охраняла правый фланг армии.

### Сражение при Околоне
В январе 1864 года генерал Шерман задумал рейд из Виксберга в Миссисипи. Генералу Уильяму Смиту он поручил возглавить кавалерийский отряд в 7 000 человек, проследовать из Мемфиса к Околоне, разрушить железную дорогу Мобил-Огайо и соединиться с армией Шермана в Меридиане. Смит начал рейд 1 февраля. Форрест узнал о его наступлении через несколько дней и начал стягивать свои бригады к Старксвиллу. 20 февраля Смит вышел к Уэст-Пойнту, где столкнулся с бригадой Джеффри Форреста. Джеффри пытался заманить противника в ловушку, но Смит старался не рисковать. 21 февраля он узнал, что Шерман покинул Меридиан, и решил вернуться в Мемфис. Натан Форрест не желал начинать генерального сражения до концентрации своих бригад и до подхода кавалерии Стивена Ли, но не мог позволить Смиту уйти беспрепятственно.
Форрест несколько раз атаковал Смита у Уэст-Пойнта 21 февраля, и затем около Околоны 22 февраля. Смит отступал, занимая позицию за позицией. Во время одной из атак смертельное ранение получил Джеффри Форрест. Когда Натаниель Форрест увидел гибель своего любимого брата, он бросился к нему, упал на колени, поднял его голову и несколько раз позвал его по имени. Затем он поручил тело майору Стренджу и возглавил новую атаку, набросившись на противника с такой яростью, что Стрендж подумал, будто он хочет покончить с собой из-за гибели брата. В какой-то момент он атаковал отряд в 500 федералов силами одной своей эскортной роты и успел зарубить трёх человек, прежде чем подошла бригада Маккулоха и оттеснила северян. На закате отряд Смита занял последнюю позицию, но был выбит с неё. Из-за усталости людей и истощения боеприпасов Форрест не смог преследовать Смита, и тот смог отступить к Мемфису. За три дня боёв у Околоны федеральная армия потеряла 388 человек, а кавалерия Форреста 144 человека. Федеральный полковник Уоринг назвал сражение при Околоне самой впечатляющей победой в карьере Форреста.

### Сражение при Падуке

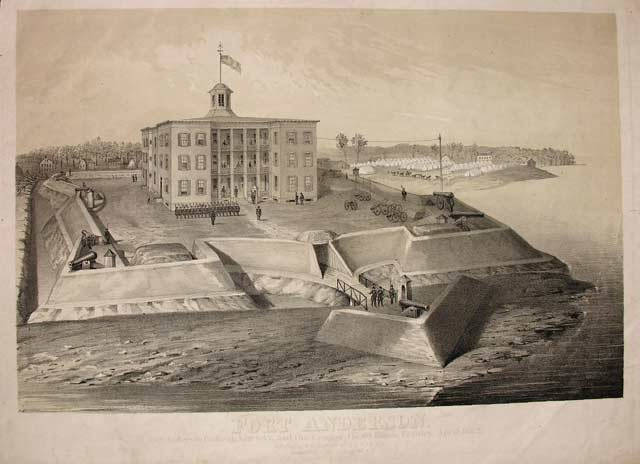
Форт Андерсон в Падуке в 1862 году

После разгрома Смита при Околоне Форрест отвёл свою кавалерию в миссисипский Коламбус для восстановления сил, и там к нему присоединилась бригада Абрама Бьюфорда. 7 марта Форрест свёл кавалерию в четыре бригады, а 1-я и 2-я бригады были сведены в дивизию, которую возглавил генерал Джеймс Чалмерс. Форрест решил совершить рейд в Западный Теннесси до кентуккийских Коламбус и Падуки, чтобы добыть себе одежду, лошадей, и вывезти продовольствие.
24 марта один из отрядов Форреста под командованием полковника Дакворта, численностью 320 человек, вошёл в город Юнион-Сити и окружил укрепления, в котором стоял федеральный отряд полковника Исака Хокинса (475 чел.). Имитируя присутствие всей армии Форреста, Дакворт потребовал капитуляции гарнизона и Хоукинс, после некоторых колебаний, сдался. В то же время сам Форрест с дивизией Бьюфорда (2 000 человек) наступал на север и вечером 25 марта подошёл к Падуке. Южане быстро захватили город, но федералы отступили в форт Андерсон около города. Форрест прислал командиру форта, полковнику Стивену Хиксу, ультиматум, предлагая сдаться и предупреждая, что в случае отказа и штурма не будет никого щадить. Хикс отказался сдаться, и южане атаковали форт силами двух полков, но были отбиты.
Хикс писал в рапорте, что южане трижды атаковали форт, но в 23:30 отступили. Форрест же утверждал, что удерживал город 10 часов, но покинул его, когда обнаружил в городе признаки оспы. Бьюфорд писал, что на стороне северян было численное превосходство, но они потеряли более сотни человек убитыми и ранеными, а южане всего 10 человек убитыми и 40 ранеными. В апреле в газетах Севера стали появляться сообщения о разгроме Форреста при Падуке, и о том, что Форрест присылал Хиксу ультиматум, который тот отверг. Чикагская Tribune писала, что южане отступили, убив столько негров, сколько смогли, что и было, вероятно, их главной целью.

### Сражение за форт Пиллоу
4 марта 1864 года Форрест написал генералу Полку, что хочет напасть на форт Пиллоу на реке Миссисипи. Гарнизон форта Пиллоу состоял частично из дезертиров армии Юга под командованием майора Бредфорда. Жители Теннесси жаловались, что он под видом разведки грабит население, отбирая лошадей, мулов, быков, постели, посуду и всё, что имеет ценность, и оскорбляет жён и дочерей конфедератов. Для продолжения набора рекрутов и сбора продовольствия Форресту было необходимо ликвидировать угрозу, исходящую от форта Пиллоу. Взяв с собой дивизию Чалмерса, Форрест подошёл к форту утром 12 апреля, быстро захватил федеральные пикеты и заставил северян отступить во внутренне крепление. В форте оказались примерно 295 белых военнослужащих, 262 чернокожих и какое-то количество гражданских лиц. В 15:00, когда всё было готово к финальному штурму, Форрест поднял белый флаг и послал в форт парламентёра. Он потребовал безоговорочной капитуляции форта, обещая обращаться со сдавшимися, как с военнопленными. Он писал, что в случае отказа не отвечает за последствия.
Гарнизон отказался сдаваться и Форрест приказал начать атаку. Она была короткой, заняв всего 20 или 30 минут. Южане подошли к брустверу форта, выдержали винтовочный залп, потом поднялись на бруствер и дали залп по гарнизону. Защитники форта почти сразу же обратились в бегство, но южане продолжали стрелять. Многие чернокожие военные были застрелены при попытке сдаться. Резня продолжалась, пока Форрест не явился в форт лично и не спустил федеральный флаг. Некоторые утверждали, что он сам отдал приказ «убивать их, как собак», а некоторые утверждали, что он лично остановил бойню и даже застрелил одного их своих, который не подчинился приказу. Во время штурма в форте погибло 277 человек, 202 попало в плен. Вечером Форрест передал командование в форте Чалмерсу и покинул форт.
Известие о событиях в форте уже через несколько дней попало в газеты Юга и Севера. Слухи о массовой резне женщин и детей заставили военного секретаря провести расследование инцидента, а затем Конгресс США провёл собственное расследование. Многие обвинения доказать не удалось, но необычно высокий процент убитых дал повод назвать событие «резнёй», а Форрест получил прозвище «мясник из форта Пиллоу». Республиканцы-радикалы требовали немедленных ответных мер, но приближались президентские выборы, и Авраам Линкольн не решился раздражать ту часть электората, которая не испытывала симпатии к чернокожим.

### Сражение при Брайс-Кроссроудс

Сражение у Брайс-Кроссроудс, 10 июня 1864.

В мае 1864 года генерал Шермана начал наступление на Атланту, и Форрест задумал рейд в его тылы в штате Теннесси. Шерман догадывался о возможности такого рейда и считал его очень опасным, поэтому дал распоряжение федеральным войскам в Мемфисе связать Форреста в Миссисипи. Генерал Уошберн собрал отряд в 8000 человек, который 1 июня выступил из Мемфиса под командованием генерала Самуэля Стёрджиса. Форрест был вынужден вернуться в Миссисипи. Он прибыл в Тьюпело и стал собирать кавалерию. Генерал Стивен Ли считал, что надо отступать и накапливать силы, и отправился на поиски подкреплений. В его отсутствие Форрест решил не отступать, а атаковать Стёрджиса теми силами, что у него были: бригадами Ракера, Джонсона, Белла и Лайона, численностью около 4000 человек. Он знал, что Стёрджис не ожидает нападения и не сможет ввести в бой все свои войска, растянутые по дорогам.
10 июня Форрест атаковал федеральную кавалерию около фермы Брайса и перекрёстка дорог (Брайс-Кроссроудс) силами бригады Лайона. Затем к атакующим присоединились бригады Ракера и Джонсона. Последними пришли на поле боя батарея Мортона и бригада Белла. Федеральная кавалерия некоторое время держала позицию, но после полудня начала отступать. Федеральная пехота успела прийти на поле боя, но оказалась так измотана маршем по жаре, что едва держалась на ногах. К 16:00 весь отряд Стёрджиса начал беспорядочное отступление. Цветные полки под командованием полковника Бутона пытались задержать преследование, но не удержали позицию. Форрест дал кавалерии передохнуть, а затем начал преследование, которое длилось всю ночь. В его руки попали 250 повозок, полторы тысячи пленными, множество оружия и боеприпасов.
Сражение при Брайс-Кроссроудс стало самым впечатляющим достижением в карьере Форреста, хотя это не вполне осознавало руководство Конфедерации в Ричмонду. Генерал Шерман считал его самой реальной угрозой его наступлению на Атланту, и после сражения написал военному секретарю, что необходимо уничтожить Форреста, даже если для этого потребуется положить 10000 жизней и разорить федеральную казну. Для этого Шерман приказал организовать ещё один рейд, что привело к сражению при Тьюпело.

### Сражение при Тьюпело
После сражения Форрест отступил в Тьюпело и рассредоточил свои войска, чтобы облегчить их снабжение. Уже в конце июня ему стали поступать сведения о том, что северяне готовят новую экспедицию. Эта экспедиция, численностью 14000 человек под командованием генерала Эндрю Смита выступила из Мемфиса 5 июля. 7 июля северяне атаковали передовой пост Форреста в Рипли, захватили город и сожгли несколько зданий. Форрест приказал задерживать противника насколько возможно, а сам стал готовиться к обороне возле Околоны. 10 июля Смит подошёл к Понтотоку, но не стал атаковать стоящий там отряд Маккулоха, а 13 июля повернул на восток и пошёл на Тьюпело. Южане атаковали его фланги, но без большого успеха.
Под Тьюпело северяне заняли сильную оборонительную позицию. Генерал Стивен Ли, командующий департаментом, должен был с частью войск уйти на оборону города Мобил, поэтому ему требовалось разбить Смита как можно раньше и он решил атаковать. Он надеялся, что Форрест возглавит атаку, но последний был нездоров и отказался, ссылаясь и на то, что не хочет принимать на себя такую ответственность. Возможно, он не верил в успех атаки. Недавно Стивен Ли получил звание генерал-лейтенанта, и возможно, что Форрест, считая такое повышение несправедливым, хотел теперь свалить на Ли всю ответственность. В итоге Стивен Ли принял командование всеми 6 тысячами на поле боя, а Форрест возглавил дивизию Филлипа Родди.
Когда 14 июля началось сражение, Ли приказал Форресту обойти и атаковать левый фланг противника, но тот не выполнил этот приказ: в рапорте он писал, что обнаружил северян на совершенно неприступной позиции. Полковник Кроссланд утверждал, что из-за этого решения Форреста его наступающая бригада попала под фланговый огонь. Родди потом утверждал, что Форрест отвёл дивизию в тыл потому, что атака Чалмерса провалилась и он опасался за сохранность обозов. Действия Форреста в этом сражении стали самыми спорными в его карьере. Атака южан была отбита и они потеряли 1310 человек, в то время как отряд Смита всего 674 человека. Но несмотря на это, Смит решил отступать. В рапорте он объяснил это тем, что у него кончались боеприпасы и испортилась часть провизии. Форрест начал преследование, но у Олд-Таун-Крик северяне снова заняли сильную позицию, и при попытке штурма Форрест был ранен в ногу.
Один кавалерист-южанин потом вспоминал, что Форрест после боя сказал «это не моя битва, парни, и я не возьму за неё ответственность». Генерал Чалмерс писал после войны, что Форрест не любил признавать свои ошибки. «Форрест был великим генералом, — писал Чалмерс, — но он не смог подняться до того величия души, которое позволило Роберту Ли принять ответственность за неудачу под Геттисбергом».

### Рейды в Теннесси

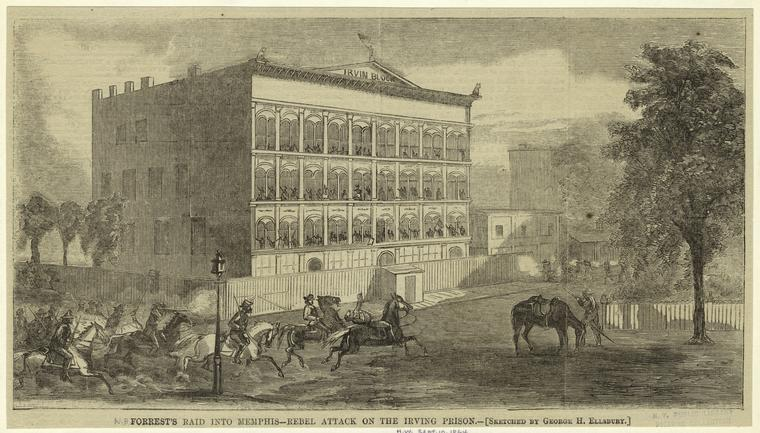
Кавалерия Форреста в Мемфисе.

После сражения генерал Стивен Ли был переведён в армию Худа, а командование департаментом принял генерал-майор Дабни Моури. Эндрю Смит вернулся в Мемфис, но ему сразу же приказали повторить рейд да Форреста и на этот раз он собрал армию в 20000 человек. У Форреста оставалось всего 5000 человек, многие опытные офицеры и рядовые были убиты, а из командиров верхнего звена остался только генерал Белл. 8 августа армия Смита перешла Таллахатчи и нацелилась на Оксфорд. Не имея сил встретить противника лицом к лицу Форрест 18 августа сформировал отряд в 2000 человек, обошёл армию Смита и атаковал Мемфис, где надеялся захватить в плен трёх генералов: Бакланда, Хёрлбата и Уошберна. 21 августа его отряд ворвался в Мемфис, но трём генералам удалось скрыться. Армия Смита была вынуждена вернуться в Мемфис, но Шерман достиг своей цели: федеральные рейды не позволяли Форресту отправиться рейдом в Джорджию и в Теннесси.
2 сентября пала Атланта, а 5 сентября Форрест вернулся в Оксфорд, где генерал Ричард Тейлор предложил ему идти на помощь армии Худа. Но сам Худ настаивал на рейде в Теннесси, и Форрест к середине сентября собрал в Алабаме отряд в 3500 человек. 20 сентября он прибыл в Таскамбию, а 23 сентября атаковал федеральный гарнизон в Атенсе. 24 сентября произошло сражение, которое во многих деталях напомнило сражение при Форт-Пиллоу. После долгих переговоров полковник Уоллес Кемпбелл сдался. В плен попало 1300 человек, было захвачено 38 повозок и 300 лошадей. Форрест двинулся далее на север и 25 сентября захватил ещё один федеральный пост, где в его руки попало 700 ружей, 2 орудия, 16 повозок и 300 лошадей. 27 сентября он атаковал Пуласки, затем повернул к Туллахоме и разрушил железную дорогу Нашвилл-Чаттануга. После этого он совершил ещё ряд небольших набегов и 5 октября вернулся во Флоренс. В ходе этого рейда Форрест стремился избегать сражений. Его успехи были не велики, ему не удалось существенно осложнить снабжение армии Шермана в Атланте.
После короткого отдыха Форрест отправился в Западный Теннесси, соединился у Джексона с кавалерией Чалмерса, и, имея теперь 3000 человек решил блокировать реку Теннесси, которую считал важной линией снабжения федеральной армии. 29 октября его артиллерия уничтожила пароход Mazeppa, а на следующий день обстреляла пароход Anna, два транспорта и боевой корабль Undine. Корабль Undine и транспорт Venus удалось захватить, и 1 ноября флот Форреста двинулся к Джонсонвиллу. 2 и 3 ноября оба корабля попали под обстрел федерального флота и было потеряны. Но в тот же день, 3 ноября, Форрест изучил окрестности Джонсонвилла, крупной базы снабжения федеральной армии. Южане вышли к противоположному от города берегу реки Теннесси (западному), скрытно установили 10 орудий, и в 14:00 открыли огонь. Обстрел длился около 40 минут и повредил почти все корабли у Джонсонвилла. Федеральное командование приказало поджечь повреждённые корабли, чтобы Форрест не захватил их каким-то образом. В 16:00 южане перенесли огонь на продовольственные склады. Сам Форрест оценил ущерб в 6,7 миллионов долларов, хотя федеральная сторона оценила его в 2,2 миллиона (возможно, без учёта уничтоженных кораблей). Форрест сообщил в отчёте, что уничтожил 4 боевых корабля, 14 транспортов, 20 барж, 26 орудий, и захватил 150 пленных. В ходе рейда он потерял двух человек убитыми и девять ранеными.

### Франклин-Нашвиллская кампания

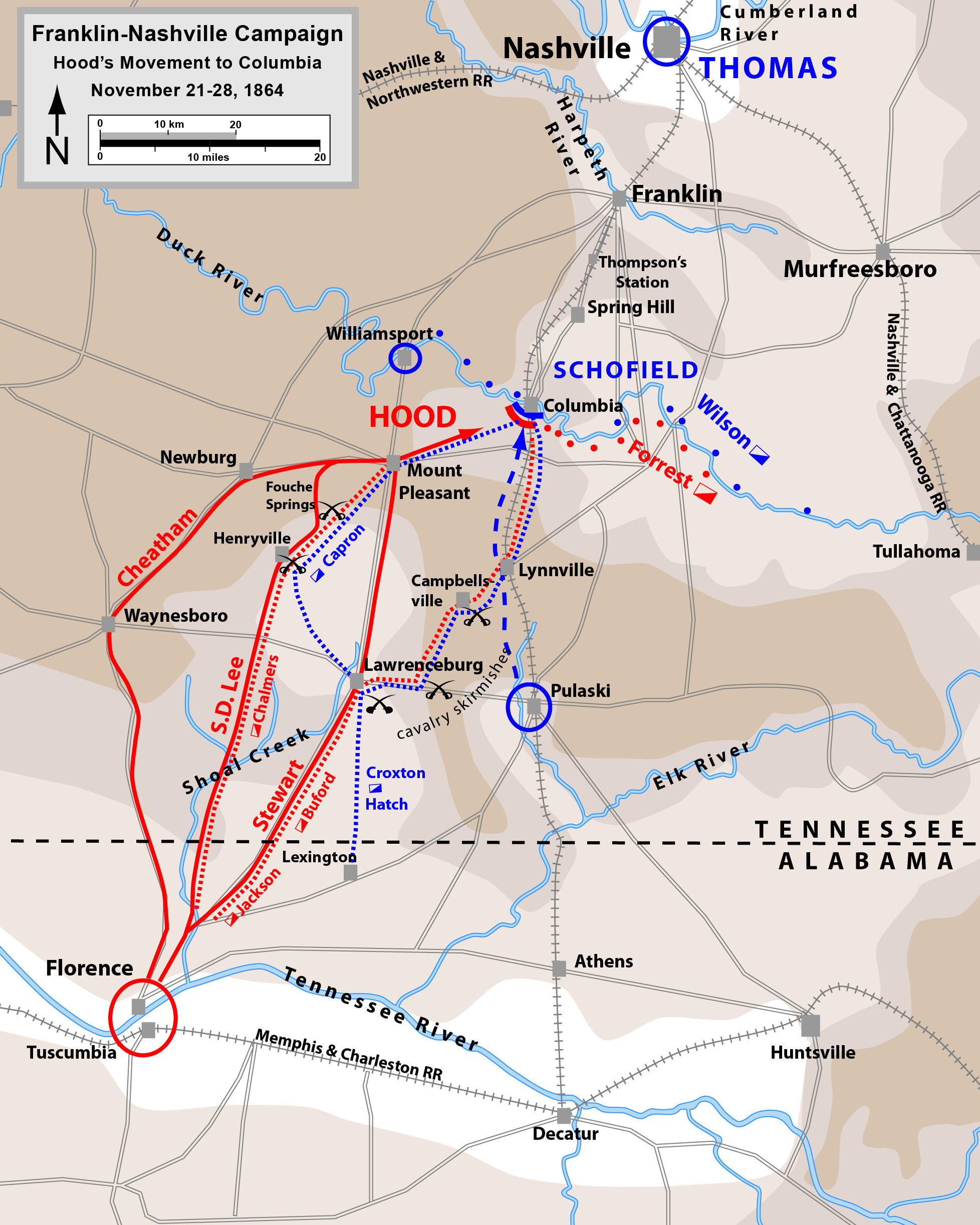
Наступление Худа на Нашвилл

В конце октября 1864 года генерал Ричард Тейлор сообщил Форресту, что армия генерала Худа вошла в Алабаму и собирается наступать в Теннесси, и велел ему как можно быстрее присоединяться к Худу. Худ 2 ноября прибыл в Таскамбию, где до середины ноября ждал Форреста. 21 ноября Худ начал марш на север под прикрытием кавалерии Форреста. 24 ноября после ряда перестрелок кавалерия Форреста подошла к Колумбии и стала дожидаться подхода пехоты, но федеральная армия покинула Колумбию. Наступая далее на север, южане встретили крупные силы противника в Спринг-Хилл. Южане взяли Спринг-Хилл, но не смогли помешать армии Скофилда уйти в Нашвилл. 30 ноября Форрерст лично изучил позиции северян под Нашвиллом и доложил Худу, что они очень сильны и их не взять лобовой атакой. Но Худ решил, что имеет дело только со слабыми арьергардами. Форрест предложил дать ему пехотную дивизию, чтобы он атаковал северян во фланг. Худ плохо знал Форреста и мог быть недоволен его привычкой не выполнять приказы, поэтому не уделил должного внимания этому предложению.
30 ноября произошло сражение при Франклине, в ходе которого Форрест командовал кавалерией правого фланга, а Чалмерс кавалерией левого. Форрест обошёл фланг федеральной армии с дивизиями Джексона и Бьюфорда, но не смог добиться ощутимого результата. Вечером северяне отступили на укреплённые позиции под Нашвиллом. Худ подошёл к Нашвиллу и, несмотря на двойное численное превосходство противника, отправил Форреста против федерального отряда в Мерфрисборо. Форрест подошёл к городу 5 декабря, захватив по пути несколько постов, а 6 декабря вступил в перестрелку с отрядом генерала Ловелла Россо. Он не решался атаковать хорошую позицию, а надеялся спровоцировать северян на атаку его собственной позиции. 7 декабря две бригады Роберта Милроя атаковали позиции Форреста, началось третье сражение при Мерфрисборо. В разгар боя пехотные части не выдержали и побежали. Форрест писал, что атака кавалерии Джексона остановила северян, а генерал Милрой писал, что остановился из-за нехватки боеприпасов.
15 декабря армия Худа была разбита в сражении при Нашвилле и отступила к Колумбии, где кавалерия Форреста нагнала её, после долгого марша под дождями по плохим дорогам. Ему было поручено прикрывать отступление, хотя в его распоряжении оставалось всего 3000 человек против федеральной кавалерии Уилсона, которая насчитывала 9000 человек. 24 декабря Форрест с боями отступил к Пуласки, а 25 декабря занял позицию у Энтони-Хилл. Уильсон атаковал Форреста, но в сражении при Энтони-Хилл был отбит. Вечером северяне начали обходить Форреста с фланга и он отвёл кавалерию с позиции. 26 декабря он занял позицию у переправы Шуга-Крик. Это сражение стало последним сражением Франклин-Нашвиллской кампании, а последний выстрел в этой кампании сделали артиллеристы Форреста. В начале кампании Форрест имел 5000 человек; в обращении к войскам он сказал, что они провели 50 боёв, убили и захватили в плен 1600 человек, 2000 лошадей и мулов, 67 орудий, потеряв около 2000 убитыми и ранеными и 200 пленными.

### Рейд Уилсона и капитуляция
После завершения кампании Худ разрешил Форресту уйти в Коринф и распределить кавалерию по штату Миссисипи для восстановления её боеспособности. 28 января 1865 года Форрест возглавил кавалерийский департамент Алабамы, Миссисипи и Луизианы, а 28 февраля ему присвоили звание генерал-лейтенанта. Он уже знал, что северяне замышляют против него новый рейд, на это раз под командованием Джеймса Уилсона, который смог сформировать отряд в 27 000 кавалеристов (дивизии Маккука, Лонга и Аптона), ветеранов, вооружённых многозарядными карабинами Спенсера. Уилсон начал свой рейд 22 марта и через Джаспер прибыл в Элитон 30 марта. Генерал Тейлор рекомендовал Форресту собрать кавалерию у Сельмы, но Форрест по многим причинам не успевал это сделать. Уилсону удалось перехватить сообщения Форреста и из них узнать расположение его отрядов. 1 апреля Уилсон силами 9000 человек наступал на Сельму; у Форреста было под рукой всего 1500 человек (части бригад Родди и Кросланда), и он потерял связь с дивизией Джексона. Он занял позицию у переправы через Боглерс-Крик и началось сражение при Эбенезер-Чёрч: кавалерия Уилсона атаковала его с саблями наголо. Форрест получил три лёгких ранения, его позиции были прорваны, и он ночью отступил к Сельме. 2 апреля в 10:00 он был в Сельме, где уже шла эвакуация.
Город Сельма был окружён линией укреплений, но у Форреста было слишком мало людей. Он разместил в укреплениях на левом фланге бригаду Армстронга, численностью 1432 человека, растянув их стрелковой цепью, на правом фланге бригаду Родди, а в центре ополченцев. Всего Форресту удалось собрать 3200 человек. Уилсон подошёл в 14:00, тщательно изучил укрепления, а в 17:00 началось сражение при Сельме. Федеральная дивизия Лонга атаковала позиции Армстронга, но встретила сильное сопротивление, а в это время дивизия Аптона атаковала центр, обратила в бегство ополченцев и вышла во фланг Армстронгу. Вскоре и Родди был обойдён со всех флангов. Южане отступили, рассыпавшись на отдельные группы. Форрест с эскортом ушёл в сторону Монтгомери. По пути он собственноручно зарубил федерального кавалериста: это был 30-й и последний человек, убитый им в ходе войны. Той же ночью его эскорт атаковал федеральный отряд, убив и ранив 35 человек и захватив в плен пятерых. Впоследствии федеральное командование обвинило его в нападении на спящих. Этот инцидент стал последним из приписываемых Форресту «злодейств». 4 апреля он прибыл в Мэрион, где нашёл бригады Джексона и Чалмерса, и остался там на 10 дней.
9 апреля Роберт Ли капитулировал при Аппоматтоксе, но известия об этом пришли в Алабаму не сразу. 25 апреля Форрест издал обращение к армии, где сказал, что слухи о капитуляции Ли и Джонстона распускают северяне, и правда будет известна через несколько дней. 29 апреля Ричард Тейлор договорился о капитуляции его департамента. 3 мая губернатор Миссисипи Кларк и Ишам Харрис предложили Форресту отступить с его отрядами за Миссисипи, но он ответил: «Слушайте, вы можете делать всё, что вам заблагорассудится, но я отправляюсь домой». Он сказал, что федеральная армия превосходит его численно в десять раз, и сражаться в таких обстоятельствах самоубийственно, всякого же, кто желает продолжения этой войны надо отправлять в дом сумасшедших. 4 мая Тейлор официально сдался генералу Кенди. Форрест встретился с генералом Дэннисом, который выдал удостоверения условно освобождённых Форресту и его людям.
Один из очевидцев 40 лет спустя утверждал, что Тейлор и Форрест в тот день обратились к сдавшимся с речью. Форрест сказал: «Парни, мы сдались. Наш последний бой окончен. Я прибыл сюда ночью, чтобы встретиться с федеральным генералом, который завтра поедет со мной в Гейнсвилл, где я сдамся и сложу оружие. Парни, вы были хорошими солдатами; тот, кто был хорошим солдатом, может стать хорошим гражданином. Я вернусь домой на Миссисипи и начну жизнь сначала, а вам, старые добрые конфедераты, я скажу, что моя дверь для вас всегда открыта». Некоторые предлагали ему бежать в Мексику, где присоединиться к восстанию Хуареса или основать колонию. Форрест признавался, что эта идея его привлекает, но по разным причинам не пошёл на это.

## Послевоенная деятельность
Через несколько дней после капитуляции Форрест вернулся на поезде из Джексона в Мемфис, а оттуда на свою плантацию в Санфлауэр-Лэндинг. Ему пришлось продать половину из своих 3 400 акров земли, и взять дополнительно кредит для приведения в порядок остальной земли. Для работы на плантации он нанял некоторых своих бывших рабов и даже несколько бывших чернокожих военнослужащих федеральной армии.
Когда кончилась война, Форресту было 44 года, и, в отличие от многих других вождей Конфедерации, ему не хватало образования, чтобы стать политиком. Как генерал армии, он попадал в списки тех участников войны, которые не получали амнистию автоматически, а должны были запрашивать личного решения президента. Президент Джонсон ввёл эту меру, чтобы произвести хорошее впечатление на радикально настроенных северян, но одновременно пользовался ею для того, чтобы наладить личные связи с влиятельными людьми на Юге. Поэтому, несмотря на плохую репутацию Форреста на Севере, он утвердил его прошение об амнистии 17 июля 1868 года. Но и это не позволило Форресту принимать участие в политической жизни, поскольку все военнослужащие Теннесси были лишены гражданских прав на срок с 1865 по 1870 год.
Всю зиму с 1865 на 1866 год обстановка в стране накалялась; Джадсон Килпатрик призывал к казни экс-президента Конфедерации Джефферсона Дэвиса, был арестован адмирал Рафаэль Сэмс, а 30 января 1866 года газета New-York Tribune обратила внимание, что генерал Форрест наслаждается покоем на своей плантации. Друзья советовали ему временно выехать в Европу, но он отказался. 31 марта на плантации Форреста произошло убийство чернокожего, в котором был замешан Форрест. Согласно статье, вольнонаёмный Томас Эдвардс избивал свою жену, когда Форрест вошёл в дом и потребовал прекратить избиения; Эдвардс ответил оскорблениями, и тогда Форрест ударил его в голову. Эдвардс в ответ схватил нож и ранил Форреста в руку, после чего тот схватил топор и убил Эдвардса ударом в голову. На следствии жена убитого утверждала, что муж её не избивал, но свидетельница подтвердила слова Форреста. В октября 1866 года Форрест был оправдан.
Между тем проблемы с неурожаями заставили Форреста продать всю свою землю и вернуться в Мемфис. Он пытался работать маклером, страховым агентом и пробовал строить железные дороги, но во всех случаях потерпел неудачу.

### Причастность к ку-клукс-клану
В конце 1865 года или начале 1866 в городе Пуласки (Теннесси) было образовано тайное общество для розыгрышей и пранка, которое придумало себе название «ку-клукс-клан». В конце 1866 года общество стало знаменитым и начало увеличиваться в размерах, выходя за пределы города Пуласки. Предположительно, в начале 1867 года Форрест узнал о Клане через своего бывшего шефа артиллерии, Джона Мортона, и вступил в Клан в Нашвилле в здании отеля «Отель Максвелл-Хауз». Джеймс Кроу, один из основателей Клана, говорил, что из-за роста численности им требовался кто-то с опытом управления. Возможно, Клану требовался популярный лидер для централизации многочисленных полунезависимых ячеек общества. Форрест, который в годы войны получил прозвище «Волшебник седла» (Wizard of the saddle) получил титул «Великого Волшебника» (Grand Wizard). О его мотивах ничего не известно. Вероятно, его беспокоила активность чернокожих и такие полувоенные организации, как «Союзная Лига», и он считал, что общество нуждается в защите от них.
Внезапный рост популярности Клана происходил во многом в ответ на изданные правительством Акты о Реконструкции Юга (хотя они не касались Теннесси) и на жёсткую политику губернатора Теннесси, республиканца-радикала Уильяма Браунлоу. Повлияло и приближение президентских выборов 1868 года. Клан боролся с тем, что он называл «доминированием чёрных», хотя допускал принятие негров в свои ряды. При содействии Клана в Мемфисе в июле 1868 года было создано общество чернокожих «Цветной Демократический Клуб». Вместе с тем учащались случаи насилия над республиканцами и чернокожими. Например, 29 июня куклуксклановцы линчевали негра, задержанного судом за изнасилование. В ответ на акты насилия губернатор Браунлоу запросил ввода федеральной армии и обещал вешать всех, кто будет пойман в маске.
В начале 1869 года республиканцы снова решили мобилизовать ополчение для уничтожения клана. 16 января губернаторам были даны полномочия на ввод войск, и вскоре губернатор Теннесси Браунлоу отдал приказ о наборе добровольцев в национальную гвардию. В ответ 25 января был опубликован приказ Великого Волшебника; в нём говорилось, что в орден проникло много нежелательных лиц, которые злоупотребляют членством, поэтому он приказывает маски и костюмы уничтожить, шествия прекратить, оружие у негров более не отбирать, и порки негров прекратить. Однако, говорилось, в приказе, это не означает, что орден распускается. 20 февраля Браунлоу собрал 1600 человек ополчения и объявил военное положение в девяти округах штата. Но уже через несколько дней он покинул пост губернатора и перешёл в сенат США, а его место занял менее решительный Девитт Сентер. При нём демократы вернулись к власти в Теннесси, и Клан больше стал не нужен. Вероятно, в 1869 году он был распущен. В Теннесси и Джорджии клан исчез после прихода к власти демократов, в Вирджинии демократы пришли к власти без помощи Клана вообще, но в Алабаме, Миссисипи, Северной Каролине и Южной Каролине он проявлял себя ещё долгое время.
Один из членов Клана 60 лет спустя вспоминал, что его ячейка уже через 10 дней после избрания Сентера (в августе 1869) получила приказ Форреста о роспуске. Другой участник утверждал, что примерно в эти дни и сам Форрест ушёл с поста главы Клана. Некоторые участники утверждали, что Клан просуществовал до 1870 года. Косвенным доказательством этому является то, что Форрест был избран главой клана на 3 года в 1867 и нет данных о его переизбрании или о избрании нового лидера в 1870.
20 апреля 1871 года Конгреcс издал Акт против ку-клукс-клана; 27 июня Форрест давал показания по этому вопросу. Он сказал, что слышал о Клане от других людей, но сам ничего не организовывал, что Клан был создан для самообороны, для того, чтобы исполнять законы, а не препятствовать им. Он утверждал, что Клан не вмешивался в процесс голосования, потому что многие жители Юга всё равно были лишены гражданских прав. Он сказал, что был членом общества Бледные Лица, подобия масонов, но не ку-клукс-клана. По его словам, Клан был распущен в начале 1868-го или в конце того же года, при этом утверждал, что именно он организовал это, убедив членов Клана в том, что в его существовании больше нет смысла. Исследователь Джек Хёрст писал, что показания Форреста часто считаются ложными и не принимаются во внимание, но в них может быть больше правды, чем вымысла.

### Последние годы жизни
В 1866—1867 годах Форрест занимался наймом рабочих на строительство железных дорог, и в итоге решил построить свою собственную. В 1868 году возникли планы построить задуманную ещё в 1859 году железную дорогу из Мемфиса через Холи-Спрингс в Околону. Президентство компанией предложили Ишаму Харрису, но он отказался, и тогда предложение принял Форрест. В ноябре было объявлено об основании компании Memphis, Okolona&Selma Railroad. Но компания сразу столкнулась с нехваткой рабочих рук на Юге; Форрест даже рассуждал о желательности завезти негров из Африки или китайцев. Ему удалось собрать около 2 миллионов долларов на строительство, но в 1870 году началась Франко-прусская война, которая привела к падению акций и к росту цен на металл. К 22 марта 1872 года компания построила 20 миль дороги между Мемфисом и Холи-Спрингс. В условиях кризиса, вызванного войной, Форрест пытался искать деньги даже в Европе, но потерпел неудачу. Дела шли всё хуже и к 1873 году работы были остановлены. Форрест пытался оживить проект в январе 1874 года, но ему было отказано.
Неудача с железной дорогой подорвала репутацию Форреста. Если в 1868 году он был одним из самых влиятельных экс-конфедератов Мемфиса, то теперь его популярность упала и он даже задумывался о том, чтобы вернуться к военному делу: в то время осложнились отношения США с Испанией и была велика вероятность войны. Форрест написал письмо Шерману, предложив свои услуги и обещая навербовать 1000 или 5 000 человек для участия в войне. Шерман ответил, что война маловероятна, однако же он переправил письмо Форреста в военный департамент с припиской, что в случае начала войны и необходимости применения кавалерии он желал бы воспользоваться услугами Форреста.
В августе 1874 года произошёл расовый конфликт в теннессийском городке Трентон: из-за конфликта по поводу барбекю негры открыли огонь по белым, 16 чернокожих были арестованы и отправлены в трентонскую тюрьму, но той же ночью 50 или 100 человек в масках окружили тюрьму, забрали всех задержанных и убили 6 из них на окраине города. Событие вызвало возмущение общественности и газет. 28 августа произошло собрание с участием Джефферсона Дэвиса, Ишама Харриса и Форреста. Форрест заявил, что если ему дадут возможность, он готов поймать и уничтожить белых «мародёров», которые позорят свою расу трусливым убийством негров.

В 1870-е годы в Мемфисе образовалось общество афроамериканцев, которое назвало себя «Order of Pole Bearers», и стало настолько популярно, что лидеры Демократической партии решили проявить к ним внимание. Некоторые ветераны армии Конфедерации были приглашены на пикник Ордена 5 июля 1875 года, и там Форрест обратился к собравшимся с речью, которая, по словам его биографа, говорит о том, что его мировоззрение начало меняться после 1868 года. В речи он сказал, что чернокожие имеют право голосовать, за кого хотят, и должны активнее участвовать в политической жизни. Эта речь, известная как «Pole-Bearers speech», была перепечатана многими газетами. По словам исследователя Эдди Дэвисона, Форрест высказался о правах чернокожих так, как не решался говорить даже сам Линкольн.
8 мая 1875 года Форрест заключил пятилетний контракт с округом Шелби, согласно которому он использовал труд заключённых на специальной ферме на острове Президент-Айленд. После его смерти в 1877 году его вдова некоторое время управляла этой фермой.

### Смерть
Здоровье Форреста всё более ухудшалось после войны. Некоторые симптомы говорят о том, что у него развился сахарный диабет. В 1873 году у него была хроническая диарея. В июле 1877 года он приехал лечиться на курорт Харрикейн-Спрингс около Туллахомы. Там его навестил его бывший адъютант Чарльз Андерсон, который обратил внимание, что Форрест сильно изменился, стал необычно мягким в словах и эмоциях. Он прямо сказал ему, что он не похож на прежнего Форреста, на что тот ответил: «Майор, я уже не тот человек, с которым вы были рядом так долго и которого знали так хорошо — я надеюсь, что стал лучше». В августе ему стало хуже, и он почти не вставал с постели. Навестивший его Джозеф Уилер нашёл его «истощённым и бледным».
2 октября он приехал в Мемфис и остановился в доме своего брата Джессе. К этому времени он сильно потерял в весе и весил около 100 фунтов. 29 октября его навестил бывший президент Конфедерации Джефферсон Дэвис, но Форрест был почти в беспамятстве и едва ли узнал его. Майнор Мэриуитер в тот день присутствовал при последних минутах жизни Форреста. Около 19:00 тот произнёс последние слова: «Позовите мою жену». Исследователь Джек Хёрст обратил внимание, что в отличие от Ли, Джексона, и многих иных генералов Конфедерации, его последние слова были не о войне, но даже они были сформулированы в форме команды. Официальной причиной смерти была названа хроническая диарея.
Проститься с Форрестом пришло огромное количество людей, в том числе сотни афроамериканцев. Газета Appeal писала, что только утром 31 октября к телу Форреста пришли 500 чернокожих. И никто из них ни сказал ничего плохого в его адрес. Похоронная процессия растянулась на три мили, гроб несли Джефферсон Дэвис, Джейкоб Томпсон, губернатор Теннесси Джеймс Портер и несколько членов бывшего эскорта Форреста.

## Историческое наследие
После смерти Форреста газета «The New York Times» написала, что если генерал Ли был примером достойного южного джентльмена, то Форрест олицетворял скорее кровожадных обитателей периферии Юга, и что в историю он войдёт именно как убийца из форта Пиллоу. По этому поводу Чарльз Хёрст писал, что предсказание было неверным: история форта Пиллоу уже почти забылась, а Форрест стал знаменит в основном как вождь ку-клукс-клана. Полвека спустя после Форреста ку-клукс-клан был восстановлен (вероятно под влиянием фильма «Рождение нации») и стал известен насилием в отношении негров, евреев, католиков и иммигрантов, и имя Форреста продолжало ассоциироваться с ним.
Похороны Форреста стали первым поводом оценить его значение для города и штата. Жители Мемфиса чувствовали унижение от того, что их город попал в руки северян в первые же дни войны, и им нужен был национальный герой. Он стал поводом для гордости как человек, который из нищеты пробился в верхи общества не имея образования, при помощи только своей воли, характера и моральных принципов. Особенно подчёркивалось отсутствие у него военного образования. Всего через 12 лет после конца войны Форрест стал мифической фигурой. Этот культ распространился в основном в штатах Теннесси и Миссисипи, и в значительно меньшей степени в восточных штатах Юга. Для северян, которые мало знали о его военных достижениях, он запомнился в основном событиями в форте Пиллоу.

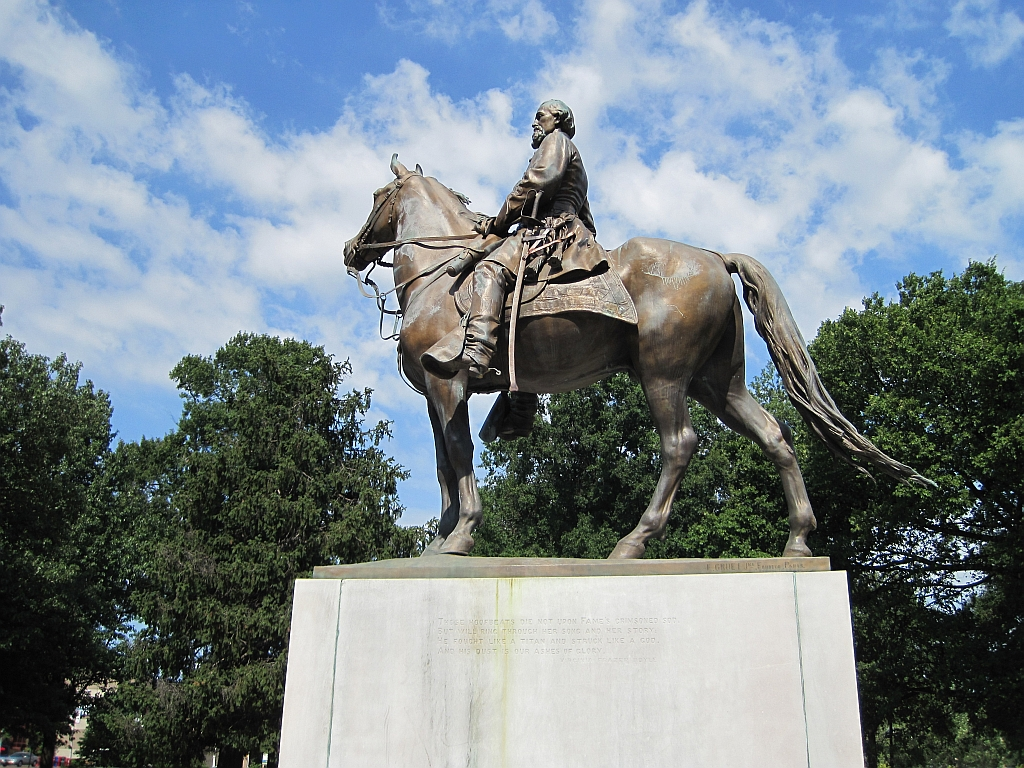
Статуя Форреста 1905 года (фото 2010 года)

В конце XIX века на волне обострения расовых споров образ Форреста начал меняться, и эта трансформация началась в Мемфисе; экономический кризис и эпидемия лихорадки изменили расовую пропорцию города, что привело к росту расистских настроений в 1890-е годы. Прежняя городская белая элита исчезла, и её место заняли мигранты из провинции, не приученные к расовой терпимости. Форрест стал использоваться как символ белого супремасизма, и в 1901 году его впервые упомянули в связи с ку-клукс-кланом. 16 мая 1905 года в Мемфисе была установлена его конная статуя. В 1880-х такой монумент ассоциировался бы скорее с его военными достижениями, но в 1905 году он стал восприниматься в расовом контексте и один журналист написал, что статуя под белым покрывалом (перед открытием) напоминает о белых одеждах ку-клукс-клановцев.
На открытие монумента собралось 30 000 человек. Присутствовали и флаги Конфедерации и флаги США. New York Times в те дни писала, что Форрест завоевал уважение и Севера и Юга. К 1905 году конфликт между Севером и Югом был исчерпан, обе стороны сошлись в оценке Форреста, и одна газета назвала открытие монумента торжественным мгновением примирения.

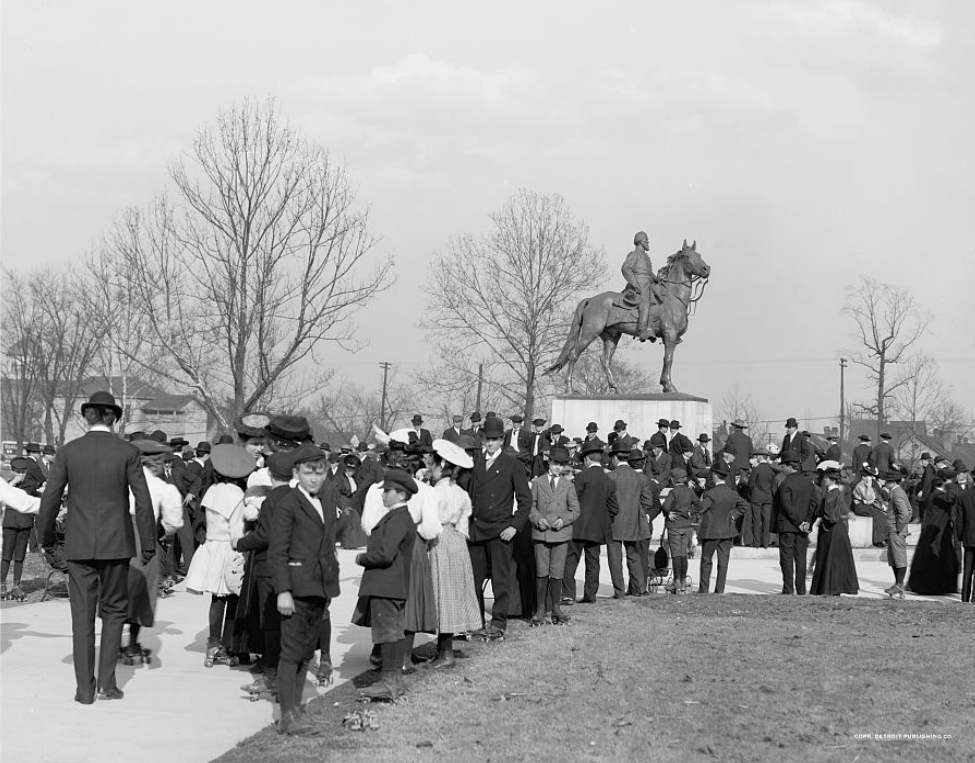
Форрест-парк в 1906 году.

После 1905 года героический образ Форреста стал актуален ввиду начала Первой мировой войны. В 1918 году газета New York Tribune назвала его самым выдающимся кавалеристом Гражданской войны. В начале 1920-х день рождения Форреста был объявлен в Теннесси официальным праздничным днём. Парк вокруг статуи (Forrest Park) стал местом проведения праздничных мероприятий в этот день. В 1921 году было торжественно отмечено 100-летие со дня его рождения, после чего популярность праздника стала уменьшаться.
В 1931 году вышла книга Эндрю Литтла «Bedford Forrest and His Critter Company», которая рисовала Форреста не как военного героя, а как пример гражданской доблести: честного плантатора, рабовладельца, который думал о «простых людях». Литл изобразил Форреста защитником сельского Юга от безжалостной северной индустриализации, и именно с этой точки зрения описал его участие в формировании ку-клукс-клана, уделив этой теме больше внимания, чем прежние авторы.
Новый всплеск интереса начался во время Второй мировой войны. Форреста даже сравнивали с Гитлером (в хорошем смысле), утверждая, что Гитлер использует методы Форреста при «блицкриге». После вступления США в войну такие сравнения сразу прекратились. В 1940-е и 1950-е годы день рождения Форреста всё более терял свою популярность. В 1952 году Шелби Фут изобразил Форреста в своём романе «Шайло», а Эйлин Паркс описал его в детской книге «Bedford Forrest: Boy on Horseback». В 1960-х на фоне Движения за гражданские права, о связи Форреста с ку-клукс-кланом перестали упоминать, а в какой-то момент был снят и флаг Конфедерации около статуи.
Расовая десегрегация в Мемфисе проходила без конфликтов, но 4 апреля 1968 года был убит Мартин Лютер Кинг и с этого момента обстановка начала меняться; белое население покидало город и к 1990 году численность афроамериканцев достигла 60 %. Их влияние на политику усиливалось, под их давлением день рождения Форреста перестал быть выходным днём, появились требования убрать бронзовый бюст Форреста из Капитолия штата. По этому поводу журналистами было замечено, что если бюст Форреста увековечивает расизм, то на тех же основаниях статуя Гранта увековечивает алкоголизм. В 1986 году произошёл первый случай вандализма в отношении статуи. В 1988 году появились требования убрать статую. Шелби Фут по этому поводу сказал, что только когда чернокожие научатся уважать Форреста как белые, они станут реально равны и свободны, потому что избавятся от предубеждений, подобно тому, как от предубеждений стараются сейчас избавляться белые.

### Вклад в военное искусство
Некоторые источники называют, что Форрест был одним из первых полководцев, которые осознали принципы мобильной войны. Ему приписывается правило «Get there firstest with the mostest», означающее необходимость прибыть в нужное место первым, имея при этом преимущество в численности или в каком-либо ресурсе. Сама эта фраза была придумана журналистами New York Times только в 1917 году. Европейские военные начали интересоваться Форрестом в начале XX века: сражение при Брайс-Кроссроудс изучал французский маршал Фош перед I Мировой войной, а его тактикой интересовался Эрвин Роммель, который следовал её принципам во время кампании в Северной Африке. Однако, Самуэль Митчам, биограф Роммеля, писал, что интерес Роммеля к Форресту миф, и нет никаких признаков такого интереса. В США действительно существует представление о том, что Роммель посещал страну в 1930-е годы и изучал кампании Форреста, особенно сражение при Брайс-Кроссроудс. Такие представления сформировались на основе художественной литературы послевоенного времени.
Вместе с тем, интерес к теориям Форреста проявляли маршалы Гарнет Вулзли и Дуглас Хейг, на них основывал свои теории Лиддел Гарт и, вероятно, его последователь Гейнц Гудериан. Они могли оказывать влияние на кампании Арчибальда Уэйвелла в Северной Африке.

### Натаниэль Бедфорд Форрест в искусстве
В фильме «Форрест Гамп» 1994 года главный герой в исполнении Тома Хэнкса говорит, что его назвали в честь Натаниэля Бедфорда Форреста, который каким-то образом приходится ему родственником. При этом показаны кадры из фильма «Рождение нации», в которые вставлено изображение Хэнкса в роли Форреста.
В романе «Оружие Юга» Гарри Тёртлдава, написанном в жанре альтернативной истории, Натаниэль Форрест выступает соперником генерала Роберта Эдварда Ли на президентских выборах в КША, которые состоялись после победы южных штатов над силами США.

### Статьи
- Carney, Court. The Contested Image of Nathan Bedford Forrest // The Journal of Southern History. — Southern Historical Association, 2001. — Т. 67. — С. 601—630. — doi:10.2307/3070019.